# Gino Iorgulescu
Gino Iorgulescu (* 15. Mai 1956 in Giurgiu) ist ein ehemaliger rumänischer Fußballspieler.

## Karriere als Spieler
Iorgulescu begann seine Karriere in der Jugendmannschaft seines Heimatvereins FC Dunărea Giurgiu, wo er zuvor nur in unterklassigen Ligen Rumäniens spielte. 1976 kam er das erste Mal zu Sportul Studențesc, wo er zwei Jahre unter Vertrag war und sein Debüt gegen Universitatea Craiova in der Liga 1 gab. 1976 ging er zu Progresul Bukarest, wo er nur ein Jahr spielte. Er kehrte 1977 zu Sportul Studențesc zurück und blieb bis 1989. In dieser Zeit fiel sein Debüt in der rumänischen Nationalmannschaft gegen die Schweiz 1981. 1984 wurde er in den Kader der rumänischen Auswahl zur Fußball-Europameisterschaft 1984 in Frankreich berufen. Er wurde zweimal eingesetzt und bekam eine Gelbe Karte. Sein letztes Länderspiel bestritt er 1986 gegen Ägypten.
1989 wechselte er ins Ausland nach Belgien zu Germinal Ekeren, wo er nur ein Jahr blieb und darauf seine Karriere beendete.

## Karriere als Trainer
In der Saison 1998/99 übernahm Iorgulescu nach dem 21. Spieltag anstelle des entlassenen José Ramón Alexanko bis Saisonende den Trainerposten beim FC Național Bukarest. Ihm gelang es jedoch nicht, die angestrebte Qualifikation zum UEFA-Pokal zu erreichen.